# 蛇性の婬
『蛇性の婬』（じゃせいのいん）は、1921年（大正10年）製作・公開、栗原喜三郎監督による日本のサイレント映画、長篇劇映画である。上田秋成の原作を谷崎潤一郎が脚色した作品として知られる。

## 略歴・概要
ハリウッド出身の映画監督トーマス・栗原こと栗原喜三郎が、横浜に撮影所を持つ大正活映で監督した1作である。上田秋成の18世紀の小説『雨月物語』のなかの一篇『蛇性の婬』を原作に、小説家で同社の顧問であった谷崎潤一郎が脚色した。同作は、のちに溝口健二が『雨月物語』中の他の一篇『浅茅が宿』の要素を加えて、1953年（昭和28年）、『雨月物語』のタイトルでリメイクしている。
主演の高橋英一はのちの岡田時彦の本名である。真女児を演じた紅沢葉子は同社に入社する前までは、浅草オペラに出演していたが、夫の獏与太平こと古海卓二とともに横浜に移った。鞍馬法師を演じた栗井饒太郎は、のちの映画監督の井上金太郎である。同様に後の映画監督の内田吐夢、二川文太郎も競演している。
本作の上映用プリントは、東京国立近代美術館フィルムセンターに所蔵されておらず、マツダ映画社も同様である。大阪藝術大学の玩具映画プロジェクトもフィルム断片を所蔵していない。現状では、いずれも鑑賞の不可能な作品である。

## スタッフ・作品データ
- 監督 : 栗原喜三郎
- 原作 : 上田秋成
- 脚色 : 谷崎潤一郎
- 撮影 : 稲見興美
- 舞台装置 : 尾崎庄太郎

- 製作 : 大正活映
- 上映時間（巻数 / メートル） : 111分[4]（10巻 / 3,048メートル）
- フォーマット : 白黒映画 - スタンダード・サイズ（1.37:1） - サイレント映画
- 初回興行 : 丸の内[要検証 – ノート]・有楽座

## キャスト
- 高橋英一 - 豊雄
- 紅沢葉子 - 真女児
- 岩田松枝 - 侍女
- 伊藤華子 - 富子
- 中尾鉄郎 - 富子の父
- 栗原喜三郎 - 当麻酒人
- 栗井饒太郎 - 鞍馬法師
- 小久保亀太郎 - 法海和尚
- 内田吐夢 - いざり
- 二川文太郎 - 乞食
- 尾崎庄太郎
- 神戸光男
- 鈴木すみ子

## 註
1. ↑  所蔵映画フィルム検索システム、東京国立近代美術館フィルムセンター、2010年2月8日閲覧。
2. ↑  主な所蔵リスト 劇映画＝邦画篇、マツダ映画社、2010年2月8日閲覧。
3. ↑  収蔵フィルム目録、玩具映画および映画復元･調査･研究プロジェクト、大阪藝術大学、2010年2月8日閲覧。
4. ↑  Film Calculator[リンク切れ]換算結果、コダック、2010年2月8日閲覧。